# 1928 en combiné nordique
| Années du combiné nordique : 1925 - 1926 - 1927 - 1928 - 1929 - 1930 - 1931    |
| Décennies du combiné nordique : 1890 - 1900 - 1910 - 1920 - 1930 - 1940 - 1950 |

Cette page reprend les résultats de combiné nordique de l'année 1928.

## Festival de ski d'Holmenkollen
L'édition 1928 du festival de ski d'Holmenkollen, disputée les 3 & 4 mars, fut remportée par le norvégien Johan Grøttumsbråten
devant son compatriote Ole Stenen et le finlandais Paavo Nuotio. Arrivé troisième, Paavo Nuotio est le premier non-norvégien à se hisser sur le podium de l'épreuve de combiné, et ce depuis la création de l'épreuve, en 1892.

## Jeux du ski de Lahti
L'épreuve de combiné des Jeux du ski de Lahti 1928, disputée les 16 & 17 mars, fut remportée par un coureur norvégien, Kai Rusten (no), devant les finlandais Paavo Nuotio et Esko Järvinen. Hans Ingelsrud (no) chute dans la course de ski de fond.

## Jeux olympiques

### Épreuve
Les Jeux olympiques d'hiver eurent lieu à Saint-Moritz, en Suisse.
Disputée les 17 & 18 février sur une piste de 18 kilomètres autour de la ville puis sur l'Olympiaschanze, l'épreuve de combiné fut remportée, comme quatre ans plus tôt, par un triplé norvégien : Johan Grøttumsbråten fut sacré champion, devant Hans Vinjarengen, vice-champion, qui deviendra champion du monde l'année suivante, et John Snersrud, médaillé de bronze.

### Congrès de la FIS
En marge des Jeux olympiques, le dixième congrès de la Fédération internationale de ski est organisé. Plusieurs propositions sont débattues et finalement c'est la proposition norvégienne de modifications du calcul des points du combiné nordique qui est acceptée.

## Championnat du monde
Le championnat du monde ne fut pas organisé en 1928, année olympique.
Cependant, et à la différence d'autres disciplines du ski nordique, le champion olympique de combiné nordique n'est pas considéré comme un champion du monde : nul champion du monde ne fut désigné en 1928.

## Championnats nationaux

### Championnat d'Allemagne
L'épreuve du championnat d'Allemagne de combiné nordique 1928 est disputé une semaine après les Jeux olympiques à Feldberg. Les meilleurs athlètes norvégiens et finlandais y participent. Hans Vinjarengen remporte la course le 18 km ainsi que le concours de saut spécial. Cependant, il n'était pas engagé en combiné nordique et c'est Paavo Nuotio  qui devance Esko Järvinen, Ole Kolterud, Christian Holmen (no), Ludwig Böck et John Snersrud.

### Championnat de Finlande
Les résultats du championnat de Finlande 1928 manquent.

### Championnat de France
Le championnat de France 1928,
organisé à Chamonix-Mont-Blanc,
fut remporté par Martial Payot devant François Vallier.

### Championnat de Hongrie
En Hongrie, le titre est remporté par Béla Szepes devant Gyula Szepes (en), Ferenc Németh (en) et Szigeti Géza. Béla Szepes a à la fois dominé la course de ski de fond ainsi que le concours de saut.

### Championnat d'Italie
Le championnat d'Italie 1928 fut remporté par Vitale Venzi.

### Championnat de Norvège
Le championnat de Norvège 1928 se déroula à Narvik, sur le Fagerlibakken (no).
Le vainqueur fut Ole Stenen, suivi par Bernt Bergehagen et Sigurd Næstad (no).

### Championnat de Pologne
Le championnat de Pologne 1928 fut remporté, comme l'année précédente, par Bronisław Czech, du club SNPTT Zakopane.

### Championnat de Suède
Le championnat de Suède 1928 a distingué, comme l'année précédente, Sven Eriksson, du club Selångers SK ; il est à noter que ce champion suédois deviendra champion du monde 1933.
L'épreuve par équipes permit au IF Friska Viljor de conserver son titre de club champion.

### Championnat de Suisse
Le championnat de Suisse de ski 1928 a eu lieu à Gstaad, comme en 1917.
Le champion 1928 fut Adolf Rubi, de Grindelwald.